# 대화고등학교 (강원)
대화고등학교(大和高等學校)는 대한민국 강원특별자치도 평창군 대화면 대화리에 있는 공립 고등학교이다.

## 학교 연혁
- 1948년 7월 10일 : 대화공립초급중학교 인가
- 1948년 10월 12일 : 대화공립초급중학교 개교
- 1950년 6월 1일 : 대화농업중학교 인가
- 1968년 7월 1일 : 대화농업고등학교 설립인가
- 1972년 2월 19일 : 대화고등학교 학교명 변경
- 1992년 9월 14일 : 학과 개편(보통과 6학급, 자동차과 6학급)
- 2024년 9월 1일 : 대화고등학교 제23대 신금희 교장 취임
- 2025년 1월 6일 : 제55회 졸업(졸업생 보통과 33명, 총 졸업생 수 5,542명)
- 2025년 3월 4일 : 2025학년도 신입생 입학식(19명)

## 참고 자료
- 대화고등학교 - 한국교육학술정보원 학교알리미